# Долан, Иви
Иви Куинн Долан (англ. Eva Quinn Dolan; род 15 января 2004; Майами, Флорида) — американская актриса и музыкант из Нью-Йорка.

## Биография
В июне 2015 года сыграла в офф-бродвей постановке «Школа рока» в Gramercy Theatre, в Нью-Йорке.
В декабре 2015 года Долан исполнила роль Кэти в музыкальной адаптации Эндрю Ллойда Уэббера «Школа рока» в Winter Garden Theatre.
Сотрудничала с фотографом и клипмейкером Брюсом Уэбером, который снял её в рекламных роликах «Don’t Steal the Jacket» бренда Moncler и «Kicking Back with my Dogs» бренда Shinola. Выступала на различных площадках Нью-Йорка и на кинофестивале «Трайбека».
Была гостем таких телепередач, как «Good Morning America», «Today» и The View. Также участвовала вместе с Лином-Мануэлем Мирандой в различных бродвейских постановках в рамках шоу Ham4Ham.